# Limnichus sericeus
Limnichus sericeus är en skalbaggsart som först beskrevs av Caspar Erasmus Duftschmid 1825.  Limnichus sericeus ingår i släktet Limnichus och familjen lerstrandbaggar. Arten har ej påträffats i Sverige. Inga underarter finns listade i Catalogue of Life.